# Michael Nicoll Yahgulanaas
Michael Nicoll Yahgulanaas est un artiste, auteur et conférencier haida, de nationalité canadienne, né en 1954.

## Biographie

### Famille et formation
Michael Nicoll Yahgulanaas est né en 1954 à Masset, Haida Gwaii, d’un père d’origine écossaise et d’une mère haïda d'une famille d'artistes (elle est lointaine descendante de Charles Edenshaw (en)). 
Il est aussi un militant écologiste actif.

### Carrière artistique
Le travail de Yahgulanaas est visible dans des espaces publics, des musées, galeries et collections privées en Amérique du Nord, en Europe, en Asie, en Australie et au Moyen-Orient. Sa pratique visuelle englobe différentes formes d'art, notamment des projets d'art public de grande échelle, des sculptures et des peintures de média mixtes, des pièces d'automobiles réutilisées, des peintures acryliques, des aquarelles, des dessins à l'encre et des illustrations. 
Une peinture murale originale de cinq mètres de long a été publiée en 2009 sous le titre RED: A Haida manga. Son livre Hachidori s'est vendu à plus de 100 000 exemplaires au Japon. Flight of the Humming Bird, publié d'abord en Amérique du Nord et disponible en cinq langues comprend des essais du Dalaï-lama et de la Prix Nobel de la paix Wangari Muta Maathai. Déclaration of Interdependence, par David Suzuki a été illustré par Yahgulanaas.
Parmi ses œuvres en métal se trouvent des commissions du British Museum (2010), de la Ville de Vancouver (2011) et du comité d'organisation des Jeux olympiques d'hiver de 2010. En 2015, sa sculpture d'un rorqual boréal a été inaugurée à l'Aéroport international de Vancouver. En janvier 2016, sa sculpture de la série Yelthadaas from the Coppers From the Hood rejoint la collection permanente du Metropolitan Museum of Art de New York. 
Depuis 2009, Yahgulanaas est membre du conseil d'administration du Musée d'anthropologie de Vancouver.

### Haida manga
Bien que Yahgulanaas a été formé par des maîtres sculpteurs, sa découverte de l'art du pinceau de Cai Ben Kwon l'a encouragé à explorer au-delà des formes typiques de l'art Haïda et à developper un nouveau genre d'art narratif appelé « Haida manga ».
Le « Haida Manga » mêle l'iconographie et la mise en page de l'art autochtone du Pacifique Nord avec le dynamisme graphique des mangas. Dans le Haida Manga, l'hybridité est vue comme une force positive, qui permet de traiter de questions sociales.

## Publications
- War of the Blink (2017)
- The Seriousness of Play, Nicola Levell (2016)
- Old Growth: Michael Nicoll Yahgulanaas, Liz Park, ed.  (ISBN 978-1897476963) (2012)
- The Canoe He Called Loo Taas— illustrations (2010)
- The Little Hummingbird (2010)
- The Declaration of Interdependence— illustrations (2010)
- The Canoe He Called Loo Taas,  (ISBN 9780978255367), (2010)
- Red: A Haida Manga,  (ISBN 978-1-55365-353-0), (2009)
- Flight of the Hummingbird (2008)
- Hachidori (2005)
- A Lousy Tale (2004)
- The Last Voyage of the Black Ship (2001)
- A Tale of Two Shamans (2001)